# پردازنده باندپایه

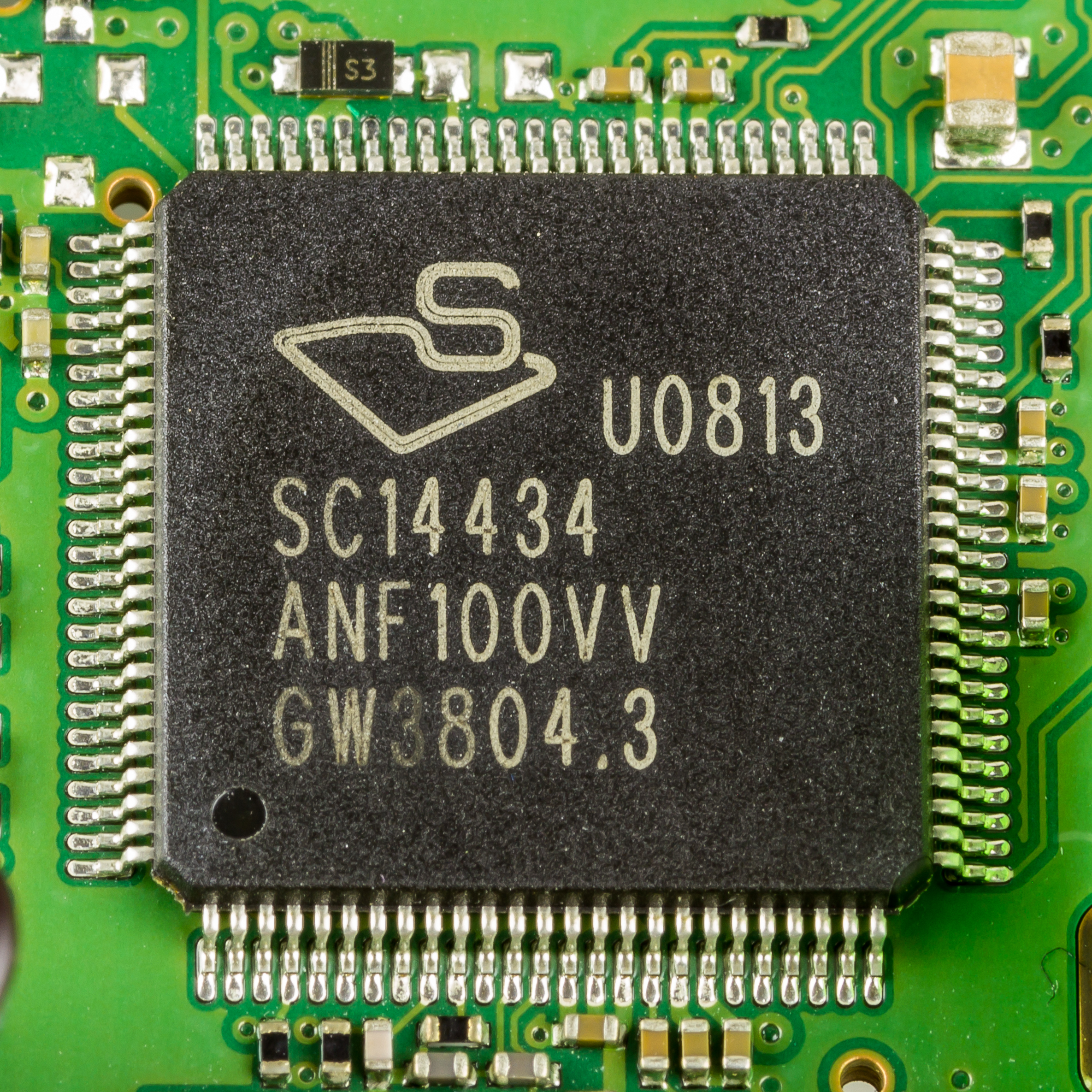
پردازنده باندپایه SiTel SC14434

پردازنده باندپایه (به انگلیسی: baseband processor) (همچنین به عنوان پردازنده رادیویی باندپایه، بی‌پی، یا بی‌بی‌پی نیز شناخته می‌شود) افزاره‌ای (تراشه یا بخشی از یک تراشه) در یک کنترل‌کننده رابط شبکه است که تمام عملکردهای رادیویی (همه عملکردهایی که نیاز به آنتن دارند) را مدیریت می‌کند. با این حال، این اصطلاح معمولاً در مورد رادیوهای وای‌فای و بلوتوث استفاده نمی‌شود. یک پردازنده باندپایه معمولاً از رَم و ثابت‌افزار خود استفاده می‌کند. پردازنده‌های باندپایه معمولاً با استفاده از سیماس (فلز-اکسید-نیم‌رسانای مکمل) یا فناوری آراف سیماس برساخت می‌شوند و به‌طور گسترده در فرکانس رادیویی (آراف) و ارتباطات بی‌سیم استفاده می‌شوند.

## نمای‌کلی
پردازنده‌های باند پایه معمولاً یک سیستم‌عامل بی‌درنگ (آرتی‌اواس) را به عنوان ثابت‌افزار خود اجرا می‌کنند، مانند اواس‌ئیِ ئی‌ان‌ئی‌ای، نوکلیوس آرتی‌اواس (آی‌فون ۳جیی/۳جیی‌اس/آی‌پد)، ترِدِکس (آی‌فون ۴) و وی‌آرتی‌ایکس. بیش از چند تولیدکننده مهم پردازنده‌های باندپایه وجود دارد، از جمله برودکام، آیسرا، اینتل موبایل کامونیکیشن (بخش بی‌سیم اینفنیون سابق)، مدیاتک، کوالکام، اسپردتروم و اس‌تی-اریسون.
منطق جداسازی پردازنده باندپایه از پردازنده اصلی (معروف به اِی‌پی یا پردازنده برنامه) سه‌بخشی است:
- کارایی رادیویی

عملکردهای کنترل رادیویی (مدولاسیون سیگنال، رمزگذاری، تغییر فرکانس رادیویی و غیره) بسیار وابسته به زمان هستند و به یک سیستم عامل بی‌درنگ نیاز دارند.
- قابلیت‌اطمینان رادیویی

جداسازی BP به یک جزء متفاوت، عملکرد صحیح رادیویی را تضمین می‌کند و در عین حال امکان تغییرات برنامه و سیستم‌عامل را فراهم می‌کند.
- قانونی

برخی از مقامات (به عنوان مثال کمیسیون ارتباطات فدرال ایالات متحده (FCC)) نیاز دارند که کل پشته نرم‌افزاری، روی دستگاهی که با شبکه تلفن همراه ارتباط برقرار می‌کند باید تأیید شود. جدا کردن بی‌پی به یک جزء دیگر امکان استفاده مجدد از پشته را بدون نیاز به تأیید مجدد اِی‌پی کامل می‌دهد.

## نگرانی‌های امنیتی
از آنجایی که نرم‌افزاری که روی پردازنده‌های باندپایه اجرا می‌شود معمولاً اختصاصی است، انجام ممیزی کد مستقل غیرممکن است. با مهندسی معکوسِ برخی از تراشه‌های باندپایه، محققان آسیب‌پذیری‌های امنیتی را یافته‌اند که می‌توان از آنها برای دسترسی و تغییر داده‌های تلفن، از راه دور استفاده کرد. در مارس ۲۰۱۴، سازندگان نسخه رایگان برگرفته از اندروید، رپلیکنت اعلام کردند که یک درپشتی در نرم‌افزار باندپایه گوشی‌های سامسونگ گلکسی پیدا کرده‌اند که امکان دسترسی از راه دور به داده‌های کاربر ذخیره شده در تلفن را فراهم می‌کند.

## بیشتر خواندن
- ورودی پردازنده باندپایه در openezx.org، بایگانی شده از نسخه اصلی در ۵ می ۲۰۱۳
- بابین، استیو. توسعه نرم‌افزار برای سیستم عامل سیمبین: راهنمای مبتدی برای ایجاد برنامه‌های تلفن هوشمند سیمبین اواس وی۹ در C++. چاپ سیمبین، ۲۰۰۷، ص. ۸۰.